# Läätsa
Koordinaten: 58° 9′ N, 22° 15′ O
Läätsa ist ein Dorf (estnisch küla) auf der größten estnischen Insel Saaremaa. Es gehört zur Landgemeinde Saaremaa (bis 2017: Landgemeinde Salme) im Kreis Saare.

## Einwohnerschaft
Das Dorf an der Ostküste der Halbinsel Sõrve hat 95 Einwohner (Stand 31. Dezember 2011).
Am Ort befindet sich ein kleiner Hafen. Der Strand von Pagila (Pagila rand) südlich des Dorfkerns ist als Badeort beliebt.

## Wikingerschiffsgräber
- Wikingerschiffsgräber von Salme